# Piskorzów (Domaniów)
Piskorzów (deutsch Groß Peiskerau, bis ins 18. Jahrhundert auch Alt Peiskerau) ist ein Dorf in Niederschlesien. Der Ort liegt in der Landgemeinde Domaniów im Powiat Oławski in der polnischen Woiwodschaft Niederschlesien.

## Geographie

### Geographische Lage
Das Angerdorf Piskorzów liegt vier Kilometer nördlich vom Gemeindesitz Domaniów (Thomaskirch), ca. 13 westlich von der Kreisstadt Oława (Ohlau) und rund 26 Kilometer südlich der Woiwodschaftshauptstadt Breslau. Der Ort liegt in der Nizina Śląska (Schlesische Tiefebene) innerhalb der Równina Wrocławska (Breslauer Ebene).
Südwestlich des Ortes verläuft die Autostrada A4. Durch den Ort führt die Woiwodschaftsstraße Droga wojewódzka 346.

### Nachbarorte
Nachbarorte von Piskorzów sind im Westen Chwastnica (Quosnitz), im Nordwesten Swojków (Schwoika) und im Osten Wierzbno (Würben).

## Geschichte

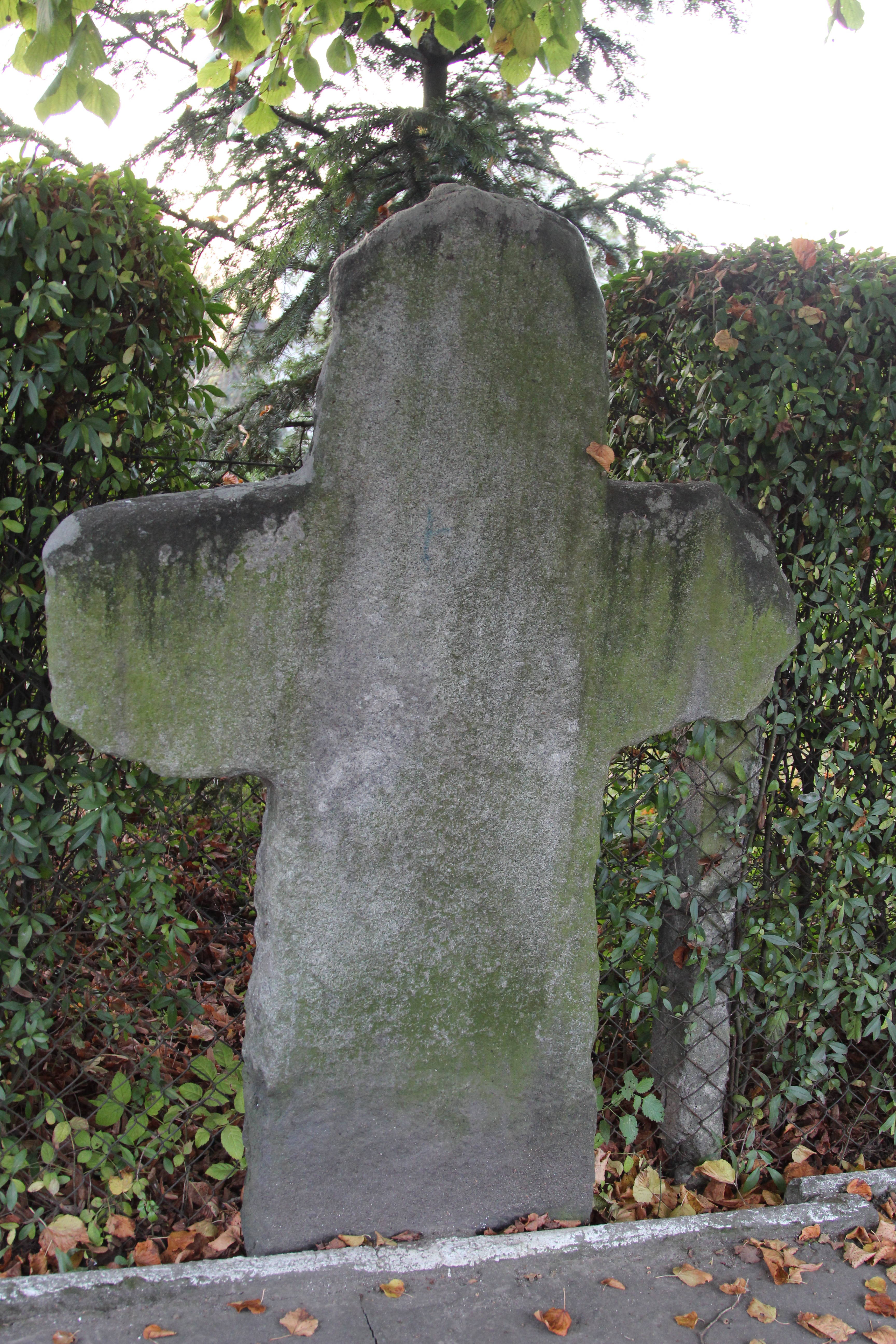
Sühnekreuz

Der Ort wurde 1244 erstmals als Alt Piskerow erwähnt. Weitere Erwähnung erfolgten 1351 als Antiquum piskerow sowie 1435 als Grosen peyskeraw.
Nach dem Ersten Schlesischen Krieg 1742 fiel Groß Peiskerau zusammen mit dem größten Teil Schlesiens an Preußen. 1783 zählte der Ort eine evangelische Kirche, 12 Bauern- und 15 andere Stellen sowie 197 Einwohner.
Nach der Neugliederung Preußens gehörte die Landgemeinde Groß Peiskerau ab 1815 zur Provinz Schlesien und war ab 1816 dem Landkreis Ohlau eingegliedert. 1874 wurde der Amtsbezirk Quosnitz gegründet, welcher die Landgemeinden Groß Peiskerau, Gunschwitz, Jankau, Quosnitz, Schwoika und Theuderau und die Gutsbezirke Gunschwitz und Theuderau umfasste. 1885 zählte der Ort 321 Einwohner.
1933 sowie 1939 zählte der Ort 306 Einwohner. Bis 1945 befand sich der Ort im Landkreis Ohlau.
Als Folge des Zweiten Weltkriegs fiel Groß Peiskerau wie fast ganz Schlesien 1945 an Polen, wurde in Piskorzów umbenannt und der Woiwodschaft Breslau angegliedert. Die deutsche Bevölkerung wurde, soweit sie nicht vorher geflohen war, weitgehend vertrieben. Die neu angesiedelten Bewohner waren zum Teil Heimatvertriebene aus Ostpolen. 1999 kam der Ort zum Powiat Oławski in der Woiwodschaft Niederschlesien.

## Sehenswürdigkeiten
- Die römisch-katholische Michaeliskirche (poln. Kościół św. Michała Archanioła) wurde im 15. Jahrhundert errichtet. Bis 1945 diente der Bau der evangelischen Gemeinde.[6]
- Sühnekreuz
- Wegekapelle